# Filozofie

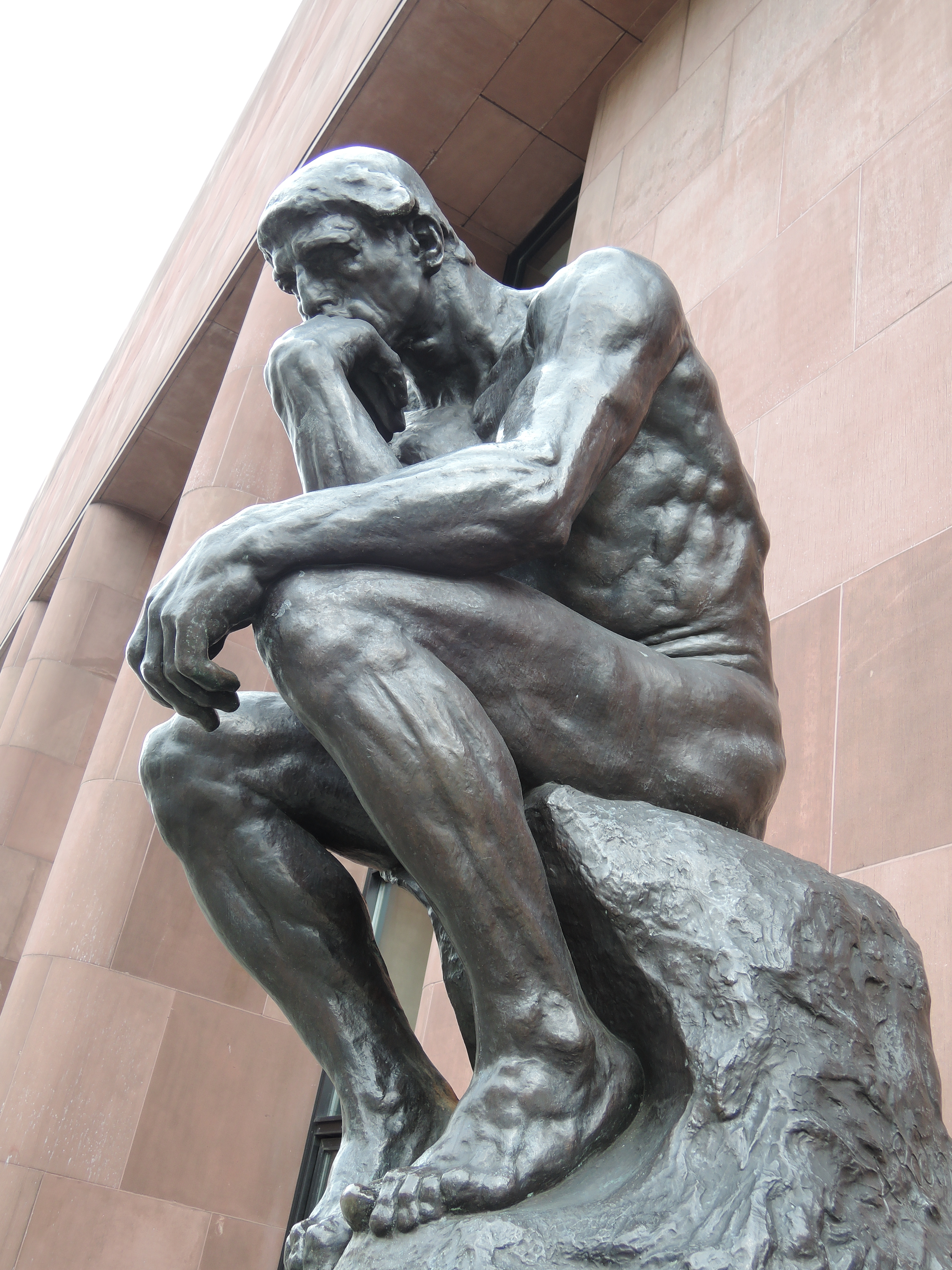
Socha Myslitele od Augusta Rodina je symbolem filozofického myšlení

Filozofie (ve stylově příznakové podobě také filosofie, původem z řeckého φιλοσοφία, filosofía, „láska k moudrosti“) je systematické, racionální a kritické studium obecných a základních otázek, jako jsou otázky existence, rozumu, poznání, hodnot, mysli a jazyka. Tyto otázky jsou často předkládány jako problémy, které je třeba studovat nebo řešit. Některé prameny tvrdí, že termín pochází od Pythagora (asi 570 – asi 495 př. n. l.); jiné tuto verzi zpochybňují a tvrdí, že pythagorejci se pouze přihlásili k užívání již existujícího termínu. Mezi filozofické metody patří kladení otázek, kritická diskuse, racionální argumentace a systematická prezentace.
Historicky filozofie zahrnovala všechny soubory vědomostí a její praktik byl označován jako filozof. Od dob starořeckého filozofa Aristotela až do 19. století zahrnovala „přírodní filozofie“ astronomii, medicínu a fyziku. Například Newtonovy Matematické principy přírodní filozofie z roku 1687 byly později klasifikovány jako kniha o fyzice. V 19. století vedl růst moderních výzkumných univerzit k profesionalizaci a specializaci akademické filozofie a dalších oborů, od té doby se různé oblasti zkoumání, které byly tradičně součástí filozofie, staly samostatnými akademickými disciplínami, a to konkrétně společenskými vědami, jako je psychologie, sociologie, lingvistika a ekonomie.
Dnes mezi hlavní podobory akademické filozofie patří metafyzika, která se zabývá základní povahou existence a reality, epistemologie, která studuje povahu poznání a víry, etika, která se zabývá morálními hodnotami, a logika, která studuje pravidla odvozování, jež umožňují vyvozovat závěry z pravdivých premis. Mezi další významné podobory patří filozofie náboženství, filozofie vědy, politická filozofie, estetika, filozofie jazyka filozofie mysli a filozofie jistoty.

## Definice
Panuje široká shoda na tom, že filozofie (ze starořeckého φίλος, phílos: „láska“; a σοφία, sophía: „moudrost“) se vyznačuje různými obecnými rysy: je formou racionálního zkoumání, usiluje o systematičnost a má tendenci kriticky reflektovat své vlastní metody a předpoklady. Přístupy, které jdou nad rámec těchto vágních charakteristik a podávají zajímavější či hlubší definici, jsou však obvykle rozporuplné. Často jsou přijímány pouze teoretiky náležejícími k určitému filozofickému směru a jsou revizionistické v tom smyslu, že mnohé předpokládané části filozofie by si nezasloužily název „filozofie“, kdyby byly pravdivé.  Před novověkem se tento termín používal ve velmi širokém smyslu, který zahrnoval jednotlivé vědy, jako je fyzika nebo matematika, jako její dílčí disciplíny, ale současné užití je užší.
Některé přístupy tvrdí, že existuje soubor podstatných rysů, které jsou společné všem částem filozofie, zatímco jiné vidí pouze slabší příbuzenské podobnosti nebo tvrdí, že se jedná pouze o prázdný souhrnný pojem. Některé definice charakterizují filozofii ve vztahu k její metodě, jako je čisté uvažování. Jiné se zaměřují spíše na její téma, například jako studium největších zákonitostí světa jako celku nebo jako snahu odpovědět na velké otázky. Oba přístupy mají ten problém, že jsou obvykle buď příliš široké, protože zahrnují i nefilozofické disciplíny, nebo příliš úzké, protože vylučují některé filozofické podobory. Mnohé definice filozofie zdůrazňují její úzký vztah k vědě. V tomto smyslu je filozofie někdy chápána jako svébytná věda. Některé naturalistické přístupy například chápou filozofii jako empirickou, avšak velmi abstraktní vědu, která se namísto konkrétních pozorování zabývá velmi rozsáhlými empirickými zákonitostmi, někteří fenomenologové naopak charakterizují filozofii jako vědu o podstatách. Definice založené na vědě se obvykle potýkají s problémem, jak vysvětlit, proč filozofie ve své dlouhé historii nedosáhla takového pokroku, jaký je patrný u jiných věd. Tomuto problému se vyhýbají tím, že filozofii považují za nezralou či provizorní vědu, jejíž dílčí disciplíny přestávají být filozofií, jakmile se plně rozvinou. V tomto smyslu je filozofie porodní bábou věd.
Jiné definice se více zaměřují na kontrast mezi vědou a filozofií. Společným tématem mnoha takových definic je, že filozofie se zabývá významem, porozuměním nebo objasněním jazyka. Podle jednoho názoru je filozofie pojmovou analýzou, která zahrnuje hledání nutných a postačujících podmínek pro použití pojmů.  Jiný přístup definuje filozofii jako lingvistickou terapii, jejímž cílem je rozptýlit nedorozumění, k nimž jsou lidé náchylní kvůli matoucí struktuře přirozeného jazyka. Podle dalšího přístupu je hlavním úkolem filozofie vyjádřit předontologické chápání světa, které funguje jako podmínka možnosti zkušenosti.
Mnoho dalších definic filozofie nespadá jednoznačně do žádné z výše uvedených kategorií. Raný přístup, který lze nalézt již ve starověké řecké a římské filozofii, říká, že filozofie je duchovní praxe rozvíjení schopnosti uvažování, která je výrazem filozofovy lásky k moudrosti a jejímž cílem je zlepšit blaho člověka vedením přemýšlivého života. Úzce související přístup označuje za hlavní úkol filozofie rozvoj a artikulaci světonázoru, tj. vyjádřit, jak věci ve velkém měřítku spolu souvisejí a jaký praktický postoj bychom k nim měli zaujmout. Jiná definice charakterizuje filozofii jako myšlení o myšlení, aby zdůraznila její reflexivní povahu.

## Historický přehled
V obecném smyslu je filozofie spojována s moudrostí, intelektuální kulturou a hledáním poznání. V tomto smyslu si všechny kultury a gramotné společnosti kladou filozofické otázky, například „jak máme žít“ a „jaká je povaha skutečnosti“. Široké a nestranné pojetí filozofie tedy nachází rozumové tázání po takových otázkách, jako je realita, morálka a život, ve všech světových civilizacích.

### Západní filozofie
Západní filozofie je filozofická tradice západního světa, která sahá až k předsokratovským myslitelům působícím v Řecku v 6. století př. n. l., jako byli Thalés z Milétu (asi 624 – asi 545 př. n. l.) a Pythagoras (asi 570 – asi 495 př. n. l.), kteří vyznávali „lásku k moudrosti“ (latinsky philosophia) a byli také označováni jako „studenti přírody“ (physiologoi).
Západní filozofii lze rozdělit do tří epoch:
1. antická (řecko-římská);
2. středověká filozofie (vztahující se ke křesťanskému evropskému myšlení);
3. novověká filozofie (počínaje 17. stoletím).

#### Antická éra
Zatímco naše znalosti o antické éře začínají Thalétem z Milétu v 6. století př. n. l., o filozofech, kteří přišli před Sókratem (obecně známí jako předsókratici), je známo jen málo. V antickém období dominovaly řecké filozofické školy. Mezi nejvýznamnější z řeckých škol ovlivněných Sókratovým učením patřili Platón, který založil Platónskou akademii, a jeho žák Aristotelés, který založil peripatetickou školu. Mezi další antické filozofické tradice ovlivněné Sókratem patřily kynismus, kyreneismus, stoicismus a akademický skepticismus. Dvě další tradice ovlivnil Sókratův současník Démokritos: Pyrrhonismus a epikureismus. Mezi důležitá témata, kterými se Řekové zabývali, patřila metafyzika (s konkurenčními teoriemi, jako je atomismus a monismus), kosmologie, povaha dobře prožitého života (eudaimonia), možnost poznání a povaha rozumu (logos). S rozmachem Římské říše se o řecké filozofii stále více diskutovalo v latině, a to u Římanů, jako byli Cicero a Seneca.

#### Středověk
Středověká filozofie (5.–16. století) se odehrávala v období po pádu Západořímské říše a dominoval jí nástup křesťanství; odráží tedy židovsko-křesťanské teologické zájmy a zároveň si zachovává kontinuitu s řecko-římským myšlením. V tomto období se diskutovalo o problémech, jako je existence a povaha Boha, povaha víry a rozumu, metafyzika a problém zla. Mezi klíčové středověké myslitele patří svatý Augustin, Tomáš Akvinský, Boëthius, Anselm a Roger Bacon. Filozofie byla pro tyto myslitele vnímána jako pomoc teologii (ancilla theologiae), a proto se snažili sladit svou filozofii s výkladem Bible. V tomto období se rozvinula scholastika, metoda kritiky textu, která se vyvinula na středověkých univerzitách a byla založena na pozorném čtení a disputacích o klíčových textech. V období renesance se zvýšil důraz na klasické řecko-římské myšlení a na silný humanismus.

#### Novověk

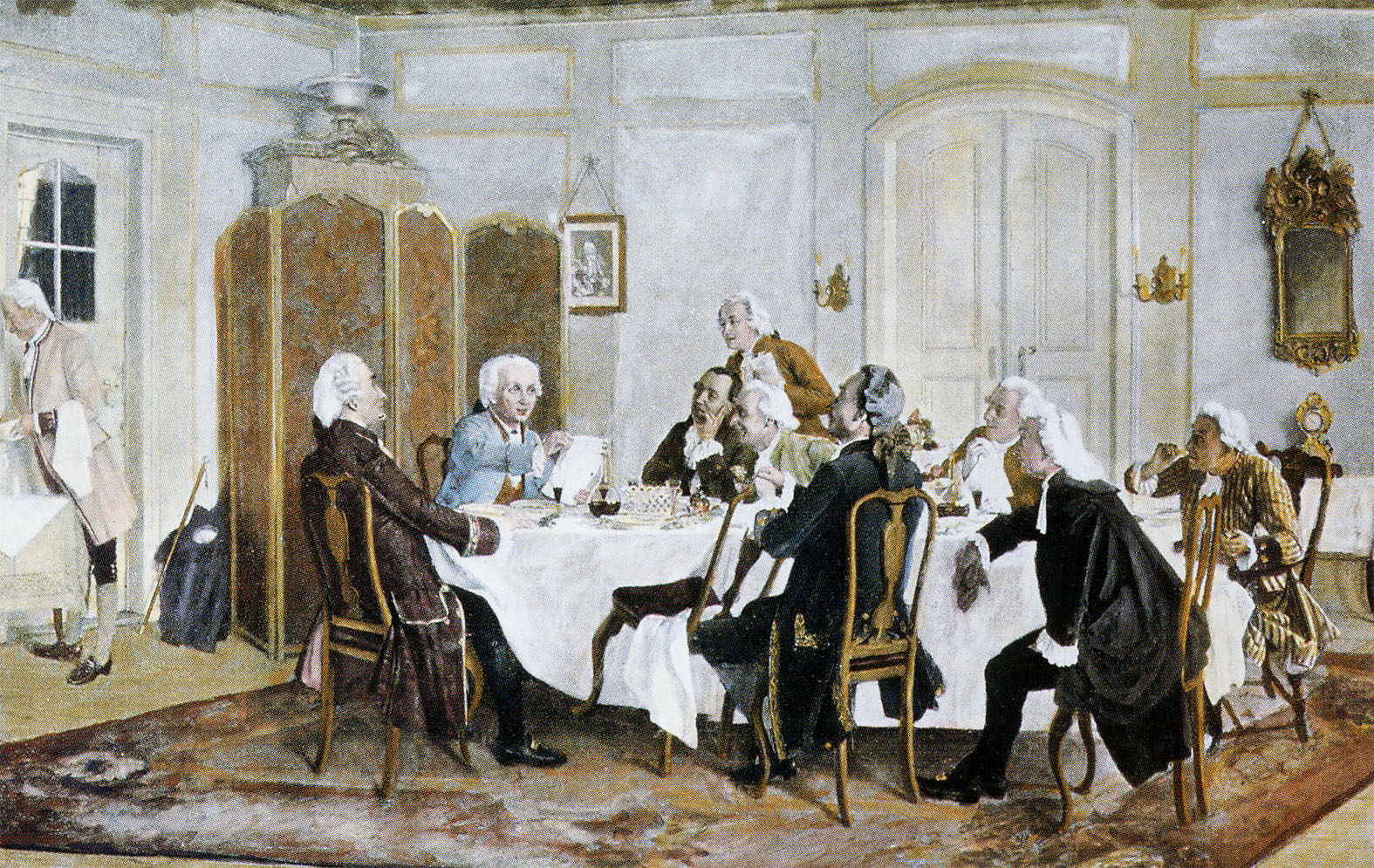
Obraz vlivného moderního filozofa Immanuela Kanta (v modrém plášti) s jeho přáteli. Mezi další osobnosti patří Christian Jakob Kraus, Johann Georg Hamann, Theodor Gottlieb von Hippel a Karl Gottfried Hagen

Raná novověká filozofie v západním světě začíná u myslitelů, jako byli Thomas Hobbes a René Descartes (1596–1650). Po vzniku přírodních věd se novověká filozofie zabývala rozvojem sekulárního a racionálního základu poznání a odkláněla se od tradičních autoritativních struktur, jako je náboženství, scholastika a církev. Mezi významné novověké filozofy patří Spinoza, Leibniz, Locke, Berkeley, Hume a Kant.
Filozofie 19. století (někdy nazývaná pozdně moderní filozofie) byla ovlivněna širším hnutím 18. století označovaným jako „osvícenství“ a zahrnuje osobnosti jako Hegel, klíčovou postavu německého idealismu, Kierkegaard, který vytvořil základy existencialismu, Thomas Carlyle, představitel teorie velkého člověka, Nietzsche, známý odpůrce křesťanství, John Stuart Mill, který propagoval utilitarismus, Karl Marx, který vytvořil základy komunismu, a Američan William James. Ve 20. století došlo k rozkolu mezi analytickou a kontinentální filozofií, stejně jako k filozofickým směrům, jako je fenomenologie, existencialismus, logický pozitivismus, pragmatismus a lingvistický obrat.

### Filozofie Blízkého východu

#### Předislámská filozofie
Podle asyriologa Marca Van de Mieroopa byla babylónská filozofie vysoce rozvinutým myšlenkovým systémem s jedinečným přístupem k poznání a zaměřením na písmo, lexikografii, věštění a právo. jednalo se také o dvojjazyčnou intelektuální kulturu, založenou na sumerštině a akkadštině.

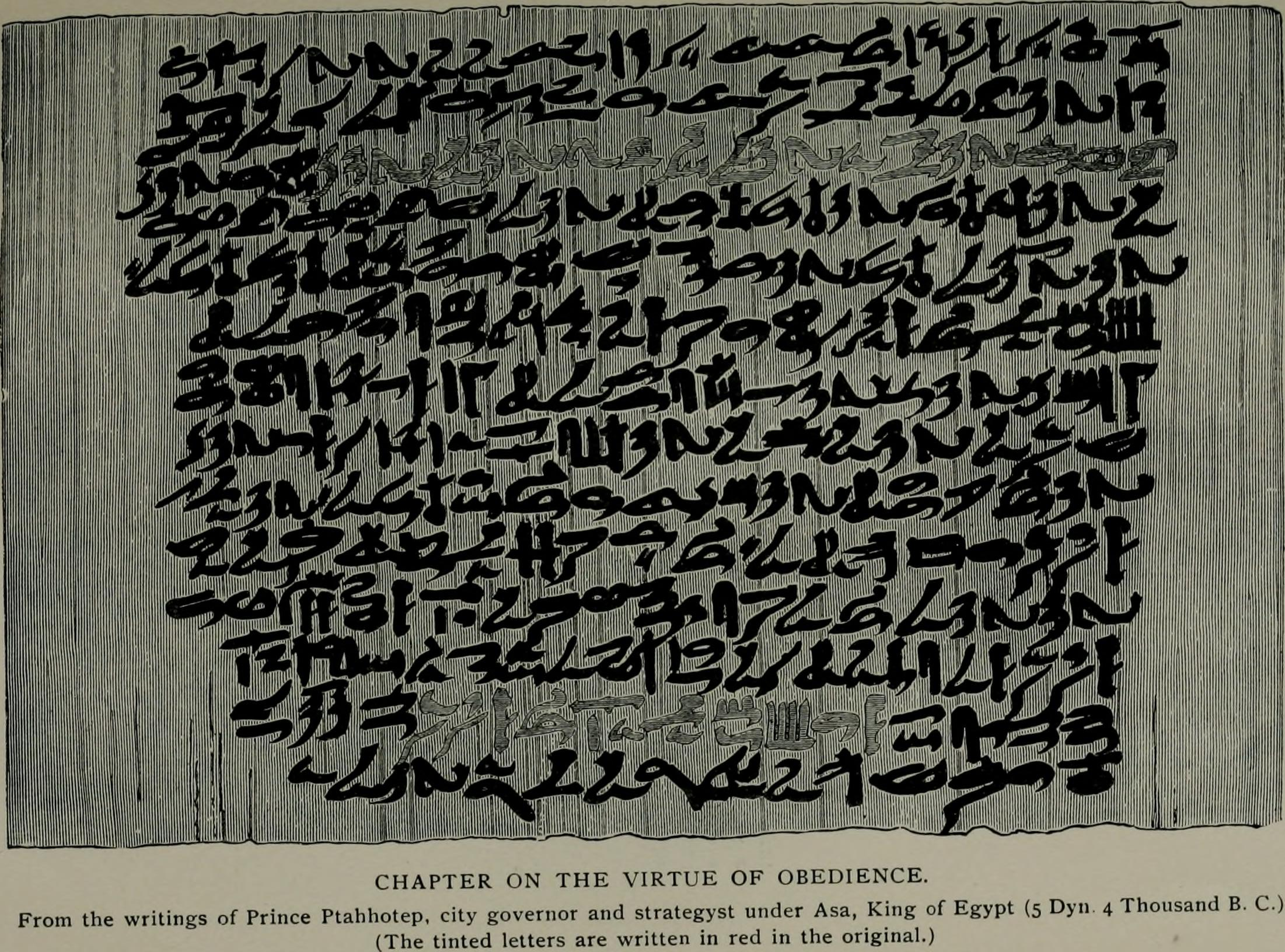
Stránka z Ptahhotepových Maxim, tradičně připisovaných vezírovi Ptahhotepovi (asi 2375–2350 př. n. l.)

Raná mudroslovná literatura z oblasti Úrodného půlměsíce byla žánrem, který se snažil poučit lidi o etickém jednání, praktickém životě a ctnostech prostřednictvím příběhů a přísloví. Ve starověkém Egyptě byly tyto texty známé jako sebajt („učení“) a mají zásadní význam pro naše chápání staroegyptské filozofie. Nejznámějším z těchto textů jsou Ptahhotepovy maximy. Teologie a kosmologie byly ústředními tématy egyptského myšlení. Patrně nejstarší forma monoteistické teologie se objevila také v Egyptě, a to se vznikem amarnské teologie (neboli atenismu) panovníka Achnatona (14. století př. n. l.), podle níž bylo jediným bohem sluneční božstvo stvoření Atona. Egyptolog Jan Assmann to označil za „monoteistickou revoluci“, ačkoli se opírala i o předchozí vývoj egyptského myšlení, zejména o „novou sluneční teologii“ založenou kolem Amona-Re. Tento teologický vývoj ovlivnil i poamarnskou raménskou teologii, která si zachovala zaměření na jediné stvořitelské sluneční božstvo (i když bez přímého odmítání ostatních bohů, kteří jsou nyní považováni za projevy hlavního slunečního božstva). V tomto období se také rozvinula koncepce ba (duše) a jejího vztahu k bohu.
Židovská filozofie a křesťanská filozofie jsou nábožensko-filozofické tradice, které se vyvinuly jak na Blízkém východě, tak v Evropě a které obě sdílejí některé rané judaistické texty (především Tanach) a monoteistické názory. Židovští myslitelé, jako byli geonimové z talmudských akademií v Babylónii a rabín Maimonides, se zabývali řeckou a islámskou filozofií. Pozdější židovská filozofie se dostala pod silný západní intelektuální vliv a zahrnuje díla Mosese Mendelssohna, který předznamenal haskalu (židovské osvícenství), židovský existencialismus a reformní judaismus.
Různé tradice gnosticismu, které byly ovlivněny řeckými i abrahámovskými proudy, vznikly kolem prvního století našeho letopočtu a kladly důraz na duchovní poznání (gnózi).
Předislámská íránská filozofie začíná dílem Zarathuštry, jednoho z prvních propagátorů monoteismu a také dualismu mezi dobrem a zlem. Tato dualistická kosmogonie ovlivnila pozdější íránský vývoj, jako je manicheismus, mazdakismus a zurvanismus.

#### Islámská filozofie

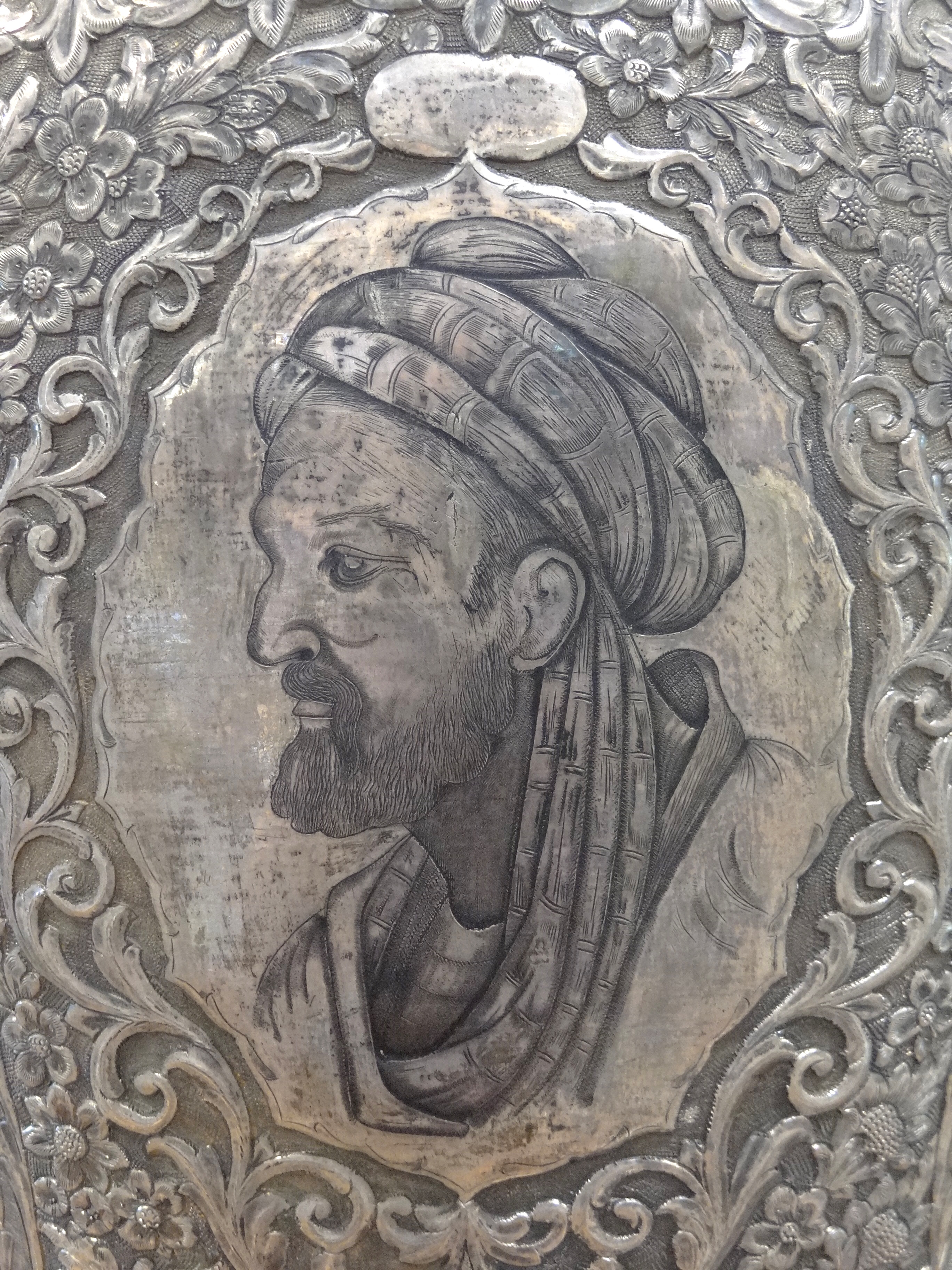
Íránský portrét Avicenny na stříbrné váze. Byl jedním z nejvlivnějších filozofů islámského zlatého věku

Islámská filozofie je filozofické dílo vycházející z islámské tradice a je většinou psáno v arabštině. Čerpá z islámského náboženství i z řecko-římské filozofie. Po muslimských výbojích se díky překladatelskému hnutí (od poloviny 8. do konce 10. století) stala díla řecké filozofie dostupná i v arabštině.
Raná islámská filozofie rozvíjela řecké filozofické tradice v nových inovativních směrech. Tato intelektuální činnost zahájila tzv. islámský zlatý věk. Dva hlavní proudy raného islámského myšlení jsou kalám, který se zaměřuje na islámskou teologii, a falsafa, která vycházela z aristotelismu a novoplatonismu. Aristotelovo dílo mělo velký vliv na filozofy, jako byli al-Kindí (9. století), Avicenna (980 - červen 1037) a Averroes (12. století). Jiní, jako například Al-Ghazálí, byli k metodám islámských aristoteliků velmi kritičtí a jejich metafyzické myšlenky považovali za kacířské. Islámští myslitelé jako Ibn al-Hajthám a al-Birúní rovněž rozvíjeli vědeckou metodu, experimentální medicínu, teorii optiky a právní filozofii. Ibn Chaldún byl vlivným myslitelem v oblasti filozofie dějin.
Islámské myšlení také hluboce ovlivnilo evropský intelektuální vývoj, zejména prostřednictvím Averroesových komentářů k Aristotelovi. Mongolské vpády a jejich zničení Bagdádu v roce 1258 jsou často považovány za konec Zlatého věku. Několik škol islámské filozofie se však rozvíjelo i po skončení Zlatého věku a patří k nim proudy jako iluminátská filozofie, súfijská filozofie a transcendentní teozofie.
V 19. a 20. století se v arabském světě objevilo hnutí Nahda (doslova znamená „Probuzení“; známé také jako „arabská renesance“), které mělo značný vliv na současnou islámskou filozofii.

### Východní filozofie

#### Indická filozofie

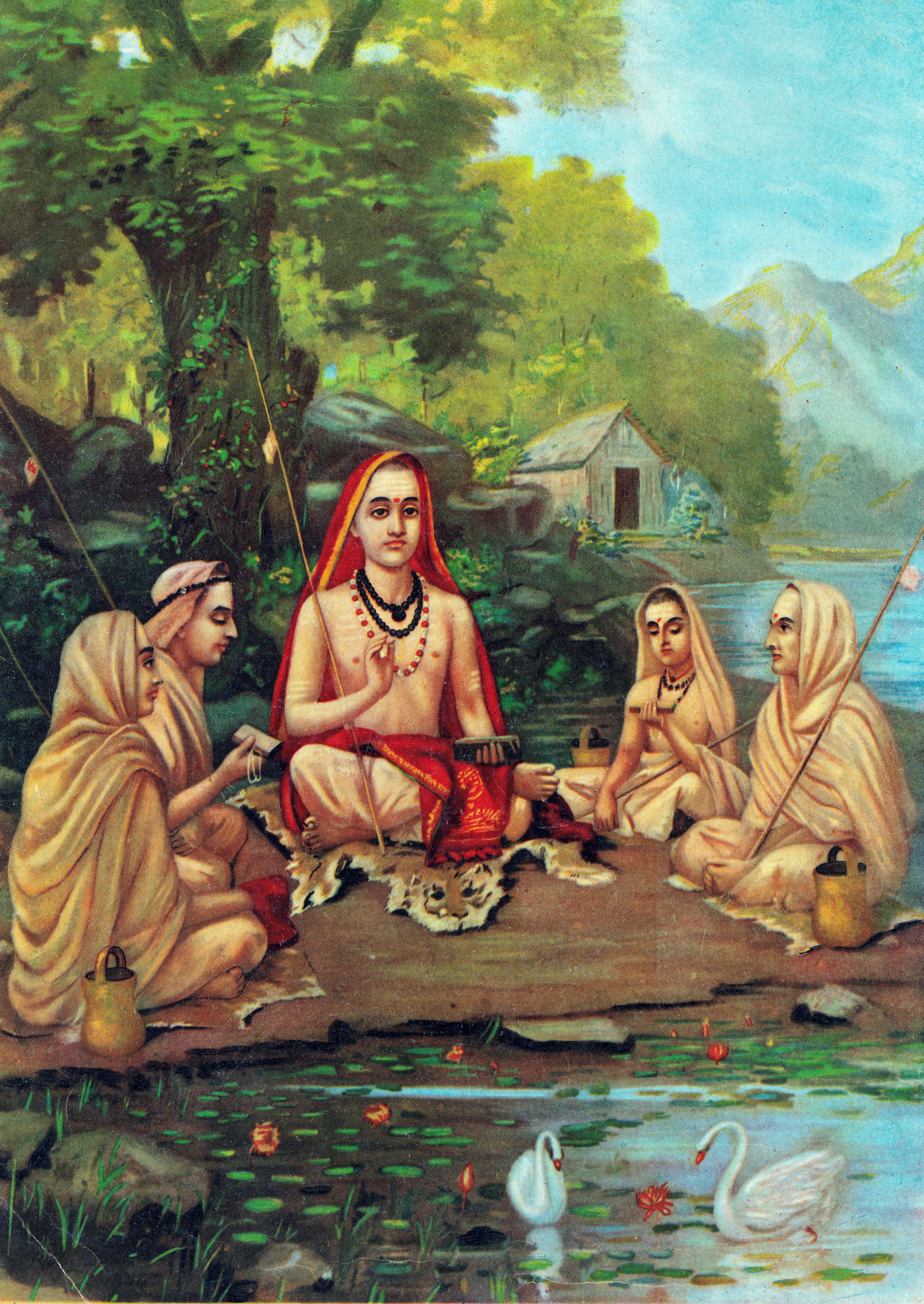
Ǎdi Šankara je jedním z nejčastěji studovaných hinduistických filozofů

Indická filozofie (v sanskrtu: darśana, doslova „úhel pohledu“, „perspektiva“) označuje rozmanité filozofické tradice, které vznikaly od starověku na indickém subkontinentu. Indické filozofické tradice sdílejí různé klíčové pojmy a myšlenky, které jsou různými tradicemi různě definovány a přijímány či odmítány. Patří mezi ně pojmy jako dharma, karma, pramáth, dukkha, sansára a mókša.
Jedny z nejstarších dochovaných indických filozofických textů jsou upanišady z pozdního védského období (1000–500 př. n. l.), které jsou považovány za uchovatele myšlenek bráhmanismu. Indické filozofické tradice se běžně seskupují podle vztahu k védám a myšlenkám v nich obsažených. Džinismus a buddhismus vznikly na konci védského období, zatímco různé tradice sdružené pod hinduismem většinou vznikly jako nezávislé tradice po védském období. Hinduisté sami obecně dělí indické filozofické tradice buď na ortodoxní (āstika), nebo heterodoxní (nāstika) podle toho, zda uznávají autoritu véd a v nich obsažených teorií o bráhmanu a átmanu.
Školy, které se hlásí k myšlenkám upanišad, takzvané „ortodoxní“ nebo „hinduistické“ tradice, se často dělí na šest daršan neboli filozofií: Sánkhja, Jóga, Njája, Vaišéšika, Mimámsa a Védánta.
Učení véd a upanišad bylo těmito šesti školami hinduistické filozofie vykládáno různě, s různou mírou překrývání. Podle Čadhy (2015) představují „soubor filozofických názorů, které mají společné textové spojení“ a zároveň odrážejí toleranci k různým filozofickým výkladům v rámci hinduismu, přičemž sdílejí stejný základ.
Hinduističtí filozofové šesti ortodoxních škol rozvíjeli systémy epistemologie (pramana) a zkoumali témata jako metafyzika, etika, psychologie (guṇa), hermeneutika a soteriologie v rámci védského poznání, přičemž předkládali různorodý soubor interpretací. Obecně pojmenovaných šest ortodoxních škol představovalo konkurenční filozofické tradice toho, co bylo nazýváno „hinduistickou syntézou“ klasického hinduismu.
Existují také další myšlenkové školy, které jsou často považovány za „hinduistické“, i když ne nutně ortodoxní (protože mohou přijímat jako normativní různá písma, např. šajvistické agamy a tantry), patří k nim různé školy šivaismu, např. pašupati, šivaistická siddhanta, neduální tantrický šavismus (tj. Trika, Kaula atd.).

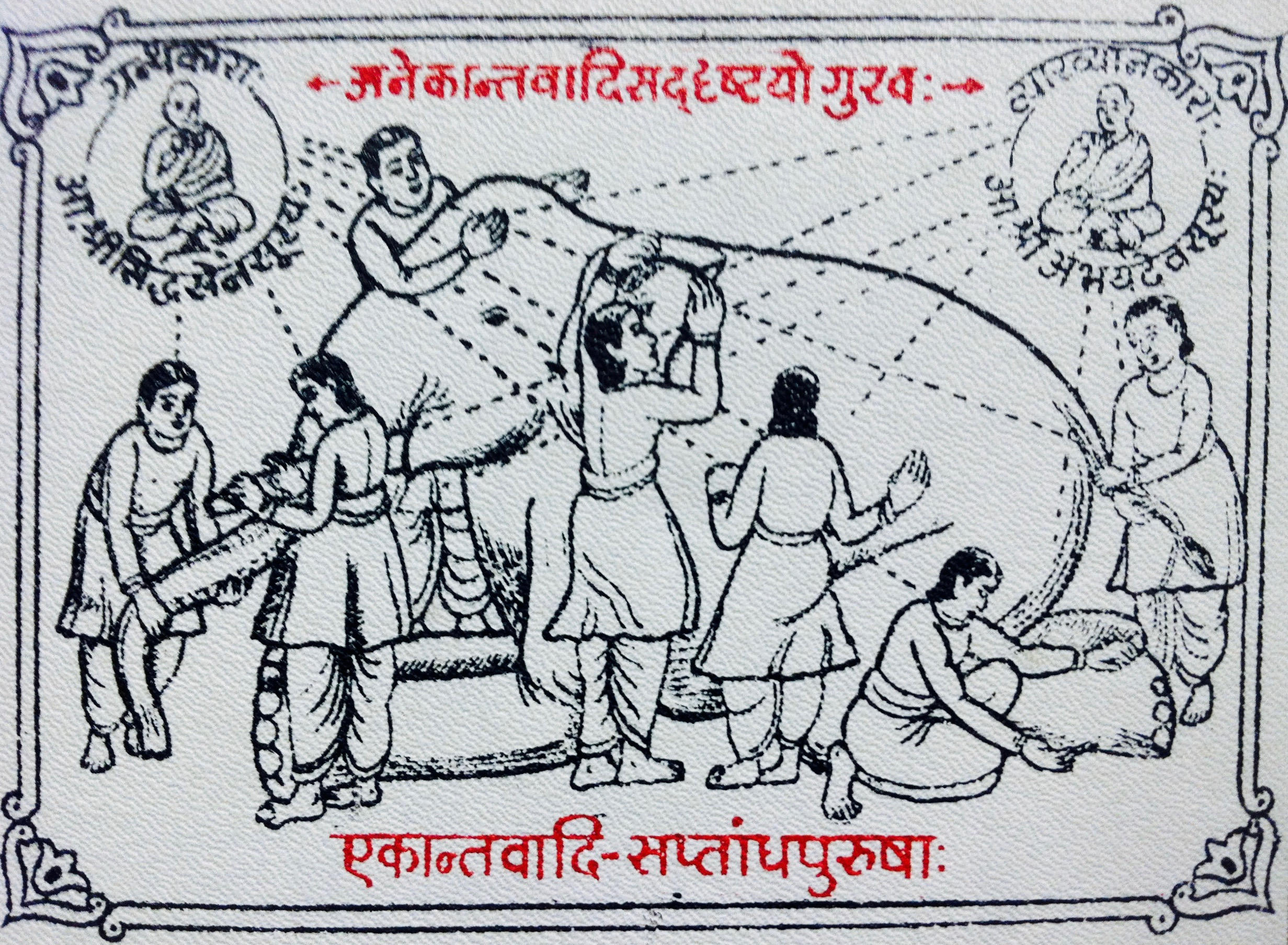
Podobenství o slepcích a slonovi ilustruje důležité džinistické učení anekántaváda

„Hinduistické“ a „ortodoxní“ tradice jsou často stavěny do protikladu k „neortodoxním“ tradicím (nāstika, doslova „ti, kteří odmítají“), ačkoli toto označení nepoužívají samotné „neortodoxní“ školy. Tyto tradice odmítají Védy jako autoritativní a často odmítají hlavní pojmy a myšlenky, které jsou široce přijímány ortodoxními školami (např. Átman, Brahman a Íšvara). Mezi tyto neortodoxní školy patří džinismus (přijímá átman, ale odmítá Íšvaru, Védy a Brahmy), buddhismus (odmítá všechny ortodoxní koncepty kromě znovuzrození a karmy), čárváka (materialisté, kteří odmítají i znovuzrození a karmu) a ádžívika (známá svým učením o osudu).
Džinistická filozofie je jednou z pouhých dvou přežívajících „neortodoxních“ tradic (spolu s buddhismem). Obecně přijímá koncept trvalé duše (dživa) jako jedné z pěti astik (věčné, nekonečné kategorie, které tvoří podstatu existence). Další čtyři jsou dhárma, adharma, ākāśa („prostor“) a pudgala („hmota“). Podle džinistického myšlení je veškerá existence cyklická, věčná a nestvořená.
Mezi nejdůležitější prvky džinistické filozofie patří džinistická teorie karmy, učení o nenásilí (ahinsá) a teorie „mnohostrannosti“ neboli anekántaváda. Tattvartha sútra je nejstarším známým, nejobsáhlejším a nejautoritativnějším souhrnem džinistické filozofie.

#### Buddhistická filozofie
Buddhistická filozofie začíná myšlením Gautamy Buddhy (asi mezi 6. a 4. stoletím př. n. l.) a je zachycena v raných buddhistických textech. Vznikla v indické oblasti Magadha a později se rozšířila do zbytku indického subkontinentu, východní Asie, Tibetu, střední Asie a jihovýchodní Asie. V těchto oblastech se buddhistické myšlení vyvinulo do různých filozofických tradic, které používaly různé jazyky (např. tibetštinu, čínštinu a pálijštinu). Buddhistická filozofie jako taková je transkulturním a mezinárodním fenoménem.
Dominantní buddhistické filozofické tradice ve východoasijských zemích vycházejí především z indického mahájánového buddhismu. V zemích jihovýchodní Asie, jako je Srí Lanka, Barma a Thajsko, převládá filozofie théravádské školy.
Protože neznalost pravé podstaty věcí je považována za jeden z kořenů utrpení (dukkha), zabývá se buddhistická filozofie epistemologií, metafyzikou, etikou a psychologií. Buddhistické filozofické texty je také třeba chápat v kontextu meditačních praktik, které mají přinést určité kognitivní změny.:s.8 Klíčové inovativní koncepty zahrnují Čtyři ušlechtilé pravdy jako analýzu dukkhy, aničči (pomíjivosti) a anatta (ne-já).
Po Buddhově smrti začaly různé skupiny systematizovat jeho hlavní učení a nakonec vytvořily ucelené filozofické systémy označované jako abhidharma.:s.37 V návaznosti na abhidharmovské školy rozvinuli indičtí mahájánoví filozofové jako Nágardžuna a Vasubandhu teorie šúnjatá („prázdnota všech jevů“) a vijñapti-matra („pouze zdání“), což je forma fenomenologie nebo transcendentálního idealismu. Dignágova škola pramany („prostředky poznání“) propagovala propracovanou formu buddhistické epistemologie.
Ve starověké a středověké Indii existovala řada škol, podškol a tradic buddhistické filozofie. Podle oxfordského profesora buddhistické filosofie Jana Westerhoffa byly hlavními indickými školami v období 300 př. n. l. až 1000 n. l.::s.xxiv tradice mahásághiky (dnes již zaniklá), školy sthavíry (jako Sarvástiváda, Vibhajjáváda a Pudgaláváda) a školy mahájány. Mnohé z těchto tradic se studovaly i v jiných oblastech, například ve Střední Asii a Číně, kam je přinesli buddhističtí misionáři.
Po vymizení buddhismu z Indie se část těchto filozofických tradic dále rozvíjela v tibetské buddhistické tradici, východoasijské buddhistické tradici a théravádové buddhistické tradici.

#### Východoasijská filozofie

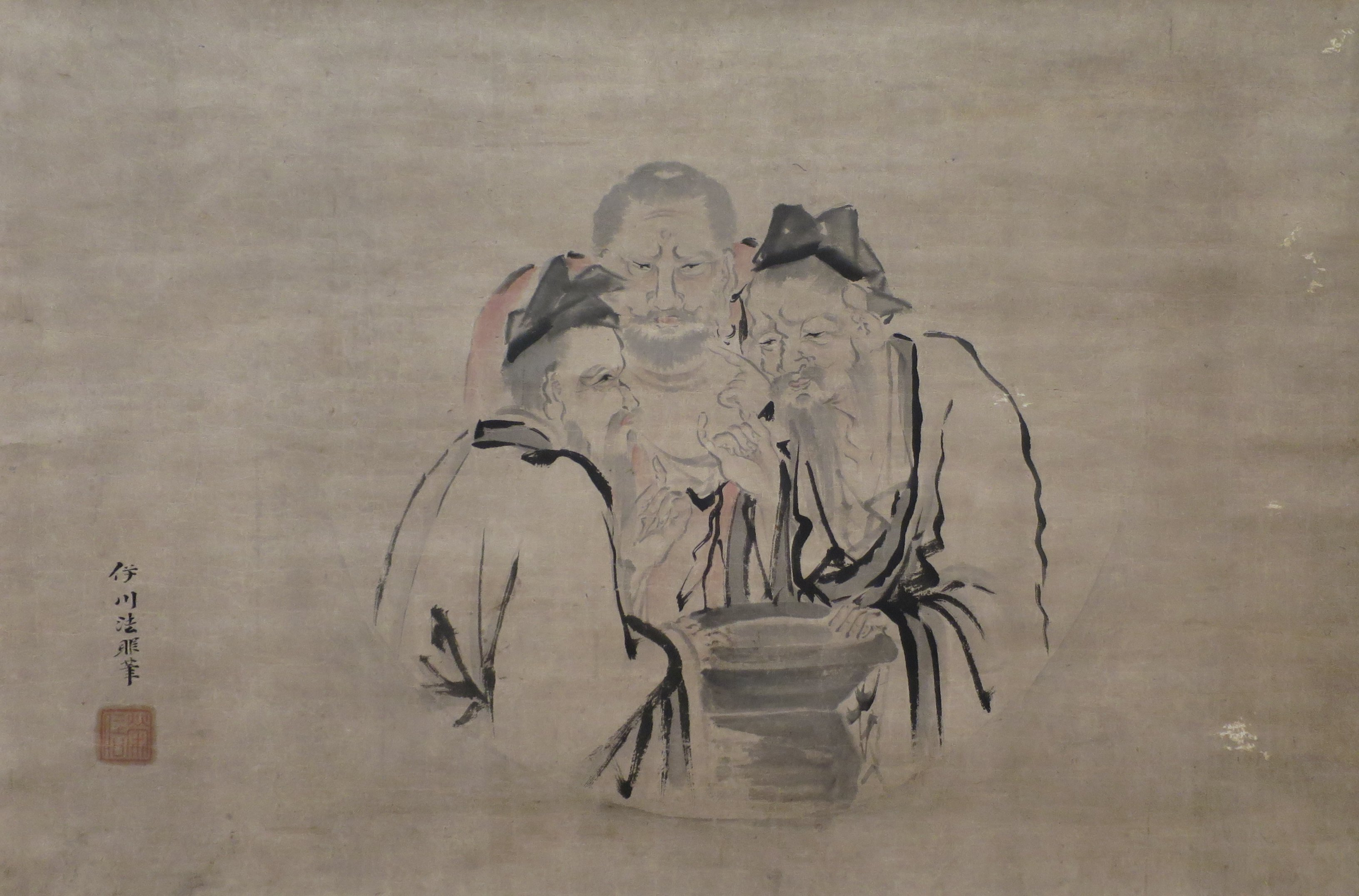
„Ochutnávači octa“ (Japonsko, období Edo, 1802–1816) od Kanó Isen'in, zobrazující tři významné filozofické osobnosti východoasijského myšlení: Buddhu, Konfucia a Lao-c’

Socha neokonfuciánského učence Ču Si v Akademii jeskyně bílého jelena v pohoří Lu-šan

Východoasijské filozofické myšlení začalo ve starověké Číně a čínská filozofie začíná ve státu Západní Čou a v následujících obdobích po jeho pádu, kdy vzkvétalo „sto myšlenkových škol“ (6. století až 221 př. n. l.) Toto období se vyznačovalo významným intelektuálním a kulturním rozvojem a vznikly v něm hlavní čínské filozofické školy, a sice konfucianismus (známý také jako žuismus), legismus a taoismus, a také mnoho dalších méně vlivných škol, jako je mohismus a naturalismus. Tyto filozofické tradice rozvíjely metafyzické, politické a etické koncepce a pojmy, jako je tao, jin a jang, žen a li.
Tyto myšlenkové směry se dále rozvíjely v říších Chan (206 př. n. l. – 220 n. l.) a Tchang (618–907 n. l.) a vytvořily nové filozofické směry, jako je süan-süe (neboli neotaoismus) a neokonfucianismus. Neokonfucianismus byl synkretickou filozofií, která zahrnovala myšlenky různých čínských filozofických tradic, včetně buddhismu a taoismu. Neokonfucianismus začal dominovat vzdělávacímu systému v říši Sung (960–1297) a jeho myšlenky sloužily jako filozofický základ zkoušek pro učenou úřednickou třídu. Mezi nejvýznamnější neokonfuciánské myslitele patří tchangští učenci Chan Jü a Li Ao a sungští myslitelé Čou Tun-i (1017–1073) a Ču Si (1130–1200). Ču Si sestavil neokonfuciánský kánon, který se skládá ze Čtyř knih (Velké učení, Cesta středu, Konfuciovy Hovory a Meng-c’).
Buddhismus se do Číny začal dostávat v chanském období postupným šířením po Hedvábné stezce. Pod vlivem domácí čínské tradice se vyvinul v specifické čínské formy (např. čchan/zen), které se rozšířily po celé východoasijské kulturní sféře.
Čínská kultura měla velký vliv na tradice ostatních východoasijských států a její filozofie přímo ovlivnila korejskou, vietnamskou a japonskou filozofii. V pozdějších čínských stítech, jako byla řeše Ming (1368–1644), a také v korejském státu Čoson (1392–1897) se dominantní myšlenkovou školou podporovanou císařským státem stal obrozený neokonfucianismus vedený mysliteli, jako byl Wang Jang-ming (1472–1529). V Japonsku byl konfuciánskou filozofií silně ovlivněn šógunát Tokugawa (1603–1867). Konfucianismus dodnes ovlivňuje myšlenky a světonázor národů čínské kulturní sféry.
V novověku do něj čínští myslitelé začlenili myšlenky západní filozofie. Čínská marxistická filozofie se rozvíjela pod vlivem Mao Ce-tunga, zatímco čínský pragmatismus rozvíjel Chu Š’. Ve 20. století se také začaly znovu prosazovat staré tradiční filozofie. Například nové konfuciánství, vedené osobnostmi, jako byl Siung Š’-li, se stalo poměrně vlivným. Podobně humanistický buddhismus je nedávným modernistickým buddhistickým hnutím.
Moderní japonské myšlení se mezitím rozvíjelo pod silnými západními vlivy, jako bylo studium západních věd (rangaku) a modernistická intelektuální společnost Meirokuša, která čerpala z evropského osvícenského myšlení a prosazovala liberální reformy i západní filozofie, jako je liberalismus a utilitarismus. Dalším proudem v moderní japonské filozofii byla tradice „národních studií“ (kokugaku). Tento intelektuální směr se snažil studovat a propagovat staré japonské myšlení a kulturu. Myslitelé kokugaku, jako byl Norinaga Moto'ori, se snažili o návrat k čisté japonské tradici, šintoismu, kterou považovali za neposkvrněnou cizími prvky.
Během 20. století se ze západní fenomenologie a středověké japonské buddhistické filozofie, například Dógenovy, vyvinula Kjótská škola, vlivná a jedinečná japonská filozofická škola.

### Africká filozofie
Africká filozofie je filozofie vytvořená Afričany, filozofie, která prezentuje africké pohledy na svět, myšlenky a témata, nebo filozofie, která používá odlišné africké filozofické metody. Moderní africké myšlení se zabývá etnofilozofií, tj. definováním samotného významu africké filozofie a jejích jedinečných charakteristik a toho, co znamená být Afričanem.
Během 17. století se v etiopské filozofii rozvinula silná literární tradice, jejímž příkladem je Zera Yacob. Dalším raným africkým filozofem byl Anton Wilhelm Amo (asi 1703–1759), který se stal uznávaným filozofem v Německu. Mezi výrazné africké filozofické myšlenky patří Ujamaa, bantuská idea „síly“, Négritude, panafrikanismus a Ubuntu. Současné africké myšlení zaznamenalo také rozvoj profesionální filozofie a afrikanistické filozofie, filozofické literatury africké diaspory, která zahrnuje proudy, jako je černošský existencialismus Afroameričanů. Někteří současní afričtí myslitelé byli ovlivněni marxismem, afroamerickou literaturou, kritickou teorií, kritickou rasovou teorií, postkolonialismem a feminismem.

### Domorodá americká filozofie

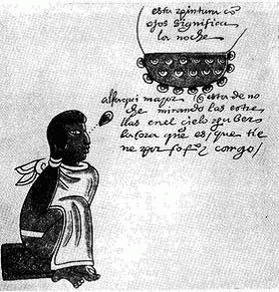
Aztécký filozof Tlamatini pozorující hvězdy, z Mendozova kodexu

Domorodé americké filozofické myšlení se skládá z široké škály názorů a tradic různých amerických kultur. Mezi některými indiánskými komunitami ve Spojených státech amerických existuje víra v metafyzický princip zvaný „Velký duch“ (siusky: wakan tanka; algonkinsky: gitche manitou). Dalším široce sdíleným pojmem byl pojem orenda („duchovní síla“). Podle Whiteleyho (1998) je pro původní obyvatele Ameriky „mysl kriticky informována transcendentálními zkušenostmi (sny, vizemi atd.) i rozumem.“ Praktiky, které umožňují přístup k těmto transcendentálním zkušenostem, se označují jako šamanismus. Dalším rysem domorodého amerického světonázoru bylo rozšíření etiky na nelidská zvířata a rostliny.
V Mezoamerice byla nahuaská filozofie intelektuální tradicí, kterou rozvíjeli jedinci nazývaní tlamatini („ti, kteří něco vědí“) a její myšlenky se dochovaly v různých aztéckých kodexech a fragmentárních textech. Někteří z těchto filozofů jsou známí podle jména, například Nezahualcóyotl, Aquiauhtzin, Xayacamach, Tochihuitzin coyolchiuhqui a Cuauhtencoztli. Tito autoři byli také básníky a některá jejich díla se dochovala v původním nahuatlu (aztéčtině).
Aztéčtí filozofové rozvíjeli teorie metafyziky, epistemologie, hodnot a estetiky. Aztécká etika se zaměřovala na hledání tlamatiliztli („poznání“, „moudrost“), které bylo založeno na umírněnosti a rovnováze ve všech činech, jak je uvedeno v nahuatském přísloví „střední dobro je nezbytné“. Nahuatský světonázor představoval koncept nejvyšší univerzální energie nebo síly zvané Ōmeteōtl („Dvojí kosmická energie“), která hledala způsob, jak žít v rovnováze s neustále se měnícím, „kluzkým“ světem. Teorii teotl lze považovat za určitou formu panteismu. Podle Jamese Maffieho nahuistická metafyzika předpokládala, že teotl je „jediná, vitální, dynamická, oživující, věčně se generující a seberegenerující, jakož i seberegenerující a sebeobnovující posvátná energie či síla“. Tato síla byla vnímána jako všeobjímající životní síla vesmíru a jako vesmír sám.

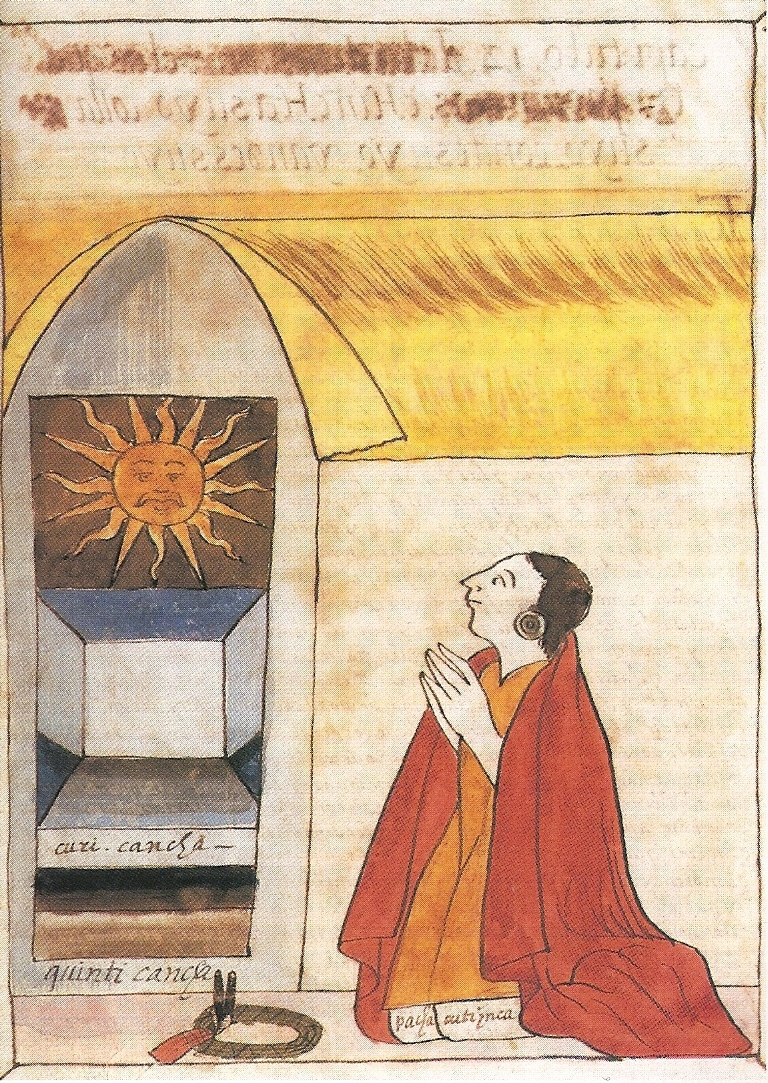
Vyobrazení Pachacutiho uctívajícího Intiho (boha Slunce) v Coricancha, ve druhé kronice Martína de Murúa ze 17. století. Pachacuti byl významný incký vládce, spisovatel a básník

Také Incká říše měla elitní třídu filozofů-učitelů označovaných jako amawtakuna nebo amautas, kteří byli důležití v inckém vzdělávacím systému jako učitelé filozofie, teologie, astronomie, poezie, práva, hudby, morálky a historie. Mladí inčtí šlechtici se v těchto oborech vzdělávali na státní škole Yacha-huasi v Cuzco, kde se také učili umění kipu. Incká filozofie (stejně jako širší kategorie andského myšlení) zastávala názor, že vesmír je oživován jedinou dynamickou životní silou (někdy označovanou jako camaquen nebo camac, ale také upani a amaya). Tato jediná síla vzniká také jako soubor dvojích komplementárních, avšak protikladných sil. Tyto „komplementární protiklady“ se nazývají yanantin a masintin. Jsou vyjádřeny jako různé polarity či duality (např. muž–žena, tma–světlo, život a smrt, nahoře a dole), které vzájemně přispívají k harmonickému celku, jímž je vesmír, prostřednictvím procesu reciprocity a vzájemné výměny zvaného ayni. Incký světonázor zahrnoval také víru v Boha stvořitele (virakoča) a reinkarnaci.

## Rozdělení filozofie
Filozofické otázky lze rozdělit do různých oblastí. Tyto oblasti umožňují filozofům zaměřit se na soubor podobných témat a komunikovat s dalšími mysliteli, kteří se zajímají o stejné otázky.
Tato dělení nejsou vyčerpávající ani se vzájemně nevylučují. (Filozof se může specializovat na kantovskou epistemologii, platónskou estetiku nebo moderní politickou filozofii). Kromě toho se tato filozofická zkoumání někdy překrývají navzájem i s jinými druhy zkoumání, jako je věda, náboženství nebo matematika.

### Epistemologie

Dignaga založil školu buddhistické epistemologie a logiky

Epistemologie je obor filozofie, který se zabývá poznáním.. Epistemologové zkoumají domnělé zdroje poznání, včetně vnímání zkušenosti, rozumu, paměti a svědectví. Zkoumají také otázky týkající se povahy pravdy, víry, zdůvodnění a racionality.
Filozofický skepticismus, který zpochybňuje některá nebo všechna tvrzení o poznání, byl předmětem zájmu po celou dobu dějin filozofie. Vznikla již v předsokratovské filozofii a formalizovala se s Pyrrem, zakladatelem nejstarší západní školy filozofického skepticismu. Výrazně se objevuje v dílech novověkých filozofů Reného Descarta a Davida Huma a zůstává ústředním tématem současných epistemologických debat.
Jedna z nejvýznamnějších epistemologických debat se vede mezi empirismem a racionalismem. Empirismus klade důraz na pozorování prostřednictvím smyslové zkušenosti jako na zdroj poznání. Empirismus je spojován s poznáním a posteriori, které se získává na základě zkušenosti (např. vědecké poznání). Racionalismus klade důraz na rozum jako zdroj poznání, je spojován s apriorním poznáním, které je nezávislé na zkušenosti (např. logika a matematika).
Jedna z ústředních debat v současné epistemologii se vede o podmínkách, které jsou nutné k tomu, aby přesvědčení představovalo poznání, což může zahrnovat pravdivost a zdůvodnění. Tato debata byla do značné míry výsledkem pokusů o řešení Gettierova problému. Dalším častým předmětem současných debat je problém regrese, který se objevuje při snaze nabídnout důkaz nebo zdůvodnění nějakého přesvědčení, výroku nebo propozice. Problém spočívá v tom, že ať už je zdrojem zdůvodnění cokoli, musí být tento zdroj buď bez zdůvodnění (v takovém případě je třeba jej považovat za libovolný základ přesvědčení), nebo musí mít nějaké další zdůvodnění (v takovém případě musí být zdůvodnění buď výsledkem kruhového uvažování, jako v koherencionismu, nebo výsledkem nekonečného regresu, jako v infinitismu).

### Estetika
Estetika je „kritická reflexe umění, kultury a přírody“. Zabývá se povahou umění, krásou a vkusem, požitkem, emočními hodnotami, vnímáním a vytvářením a oceňováním krásy. Přesněji je definována jako studium smyslových nebo smyslově-emocionálních hodnot, někdy nazývaných soudy pocitu a vkusu. Jejími hlavními obory jsou teorie umění, literární teorie, filmová teorie a hudební teorie. Příkladem z teorie umění je rozeznání souboru principů, na nichž je založeno dílo určitého umělce nebo uměleckého směru, například kubistické estetiky.

### Etika

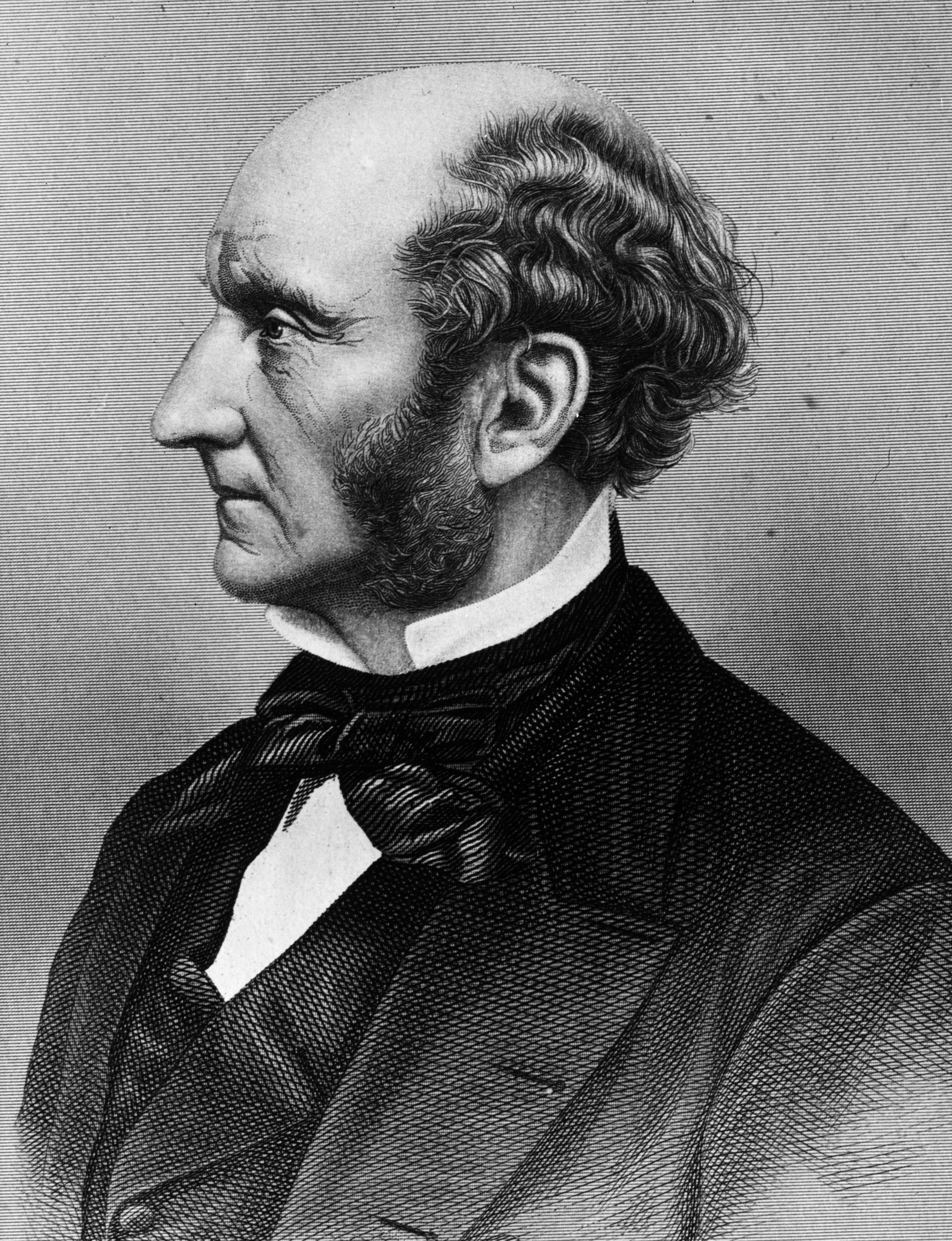
„Utilitaristická doktrína říká, že štěstí je žádoucí, a to jediné, co je žádoucí jako cíl; všechny ostatní věci jsou žádoucí pouze jako prostředky k dosažení tohoto cíle.“ ~ John Stuart Mill, Utilitarismus (1863)

Etika, známá také jako morální filozofie, zkoumá, co je dobré a špatné chování, správné a špatné hodnoty a dobro a zlo. Její hlavní náplní je zkoumat, jak žít dobrý život, a určovat normy morálky. Zahrnuje také zkoumání, zda existuje nejlepší způsob života nebo univerzální morální norma, a pokud ano, jak se o ní dozvídáme. Hlavními obory etiky jsou normativní etika, metaetika a aplikovaná etika.
V normativní etice existují tři hlavní názory na to, co je morální jednání:
- Konsekvencialismus, který posuzuje činy na základě jejich důsledků.[121] Jedním z takových názorů je utilitarismus, který posuzuje činy na základě čistého štěstí (nebo potěšení) a/nebo nedostatku utrpení (nebo bolesti), které způsobují.
- Deontologie, která posuzuje jednání na základě toho, zda je v souladu s morální povinností. Ve standardní podobě, kterou hájil Immanuel Kant, se deontologie zabývá tím, zda volba respektuje morální jednání druhých lidí bez ohledu na jeho důsledky.[121]
- Etika ctnosti, která posuzuje činy na základě morálního charakteru jednajícího a toho, zda odpovídají tomu, co by dělal ideálně ctnostný jednající.[121]

### Filozofie náboženství
Filozofie náboženství se zabývá otázkami, které se týkají náboženství a náboženských idejí, z filozoficky neutrální perspektivy (na rozdíl od teologie, která vychází z náboženského přesvědčení). Tradičně nebyly náboženské otázky považovány za samostatný obor oddělený od vlastní filozofie a myšlenka samostatného oboru vznikla až v 19. století.
Témata zahrnují existenci Boha, vztah mezi rozumem a vírou, otázky náboženské epistemologie, vztah mezi náboženstvím a vědou, způsob interpretace náboženských zkušeností, otázky možnosti posmrtného života, problém náboženského jazyka a existence duše a reakce na náboženský pluralismus a rozmanitost.

### Filozofie vědy
Filozofie vědy zkoumá základy, metody, historii, důsledky a účel vědy. Mnoho jejích pododdělení odpovídá konkrétním vědním oborům. Například filozofie biologie se zabývá konkrétně metafyzickými, epistemologickými a etickými otázkami biomedicínských věd a věd o životě.

### Logika
Logika je nauka o uvažování a argumentaci.
Deduktivní uvažování je takové, kdy z určitých předpokladů nevyhnutelně vyplývají závěry. K odvozování závěrů se používají pravidla odvozování, jako je modus ponens, jestliže platí „A“ a „Jestliže A, pak B“, pak musí být vyvozeno „B“.
Protože zdravá argumentace je základním prvkem všech věd, společenských a humanitních věd, stala se logika formální vědou. Mezi dílčí obory patří matematická logika, filozofická logika, modální logika, počítačová logika a neklasické logiky. Hlavní otázkou ve filozofii matematiky je, zda jsou matematické entity objektivní a objevené, což se nazývá matematický realismus, nebo vymyšlené, což se nazývá matematický antirealismus.

### Metafilozofie
Metafilozofie zkoumá cíle, hranice a metody filozofie. Diskutuje se o tom, zda je metafilozofie předmětem, který předchází filozofii, nebo zda je neodmyslitelnou součástí filozofie.

### Metafyzika

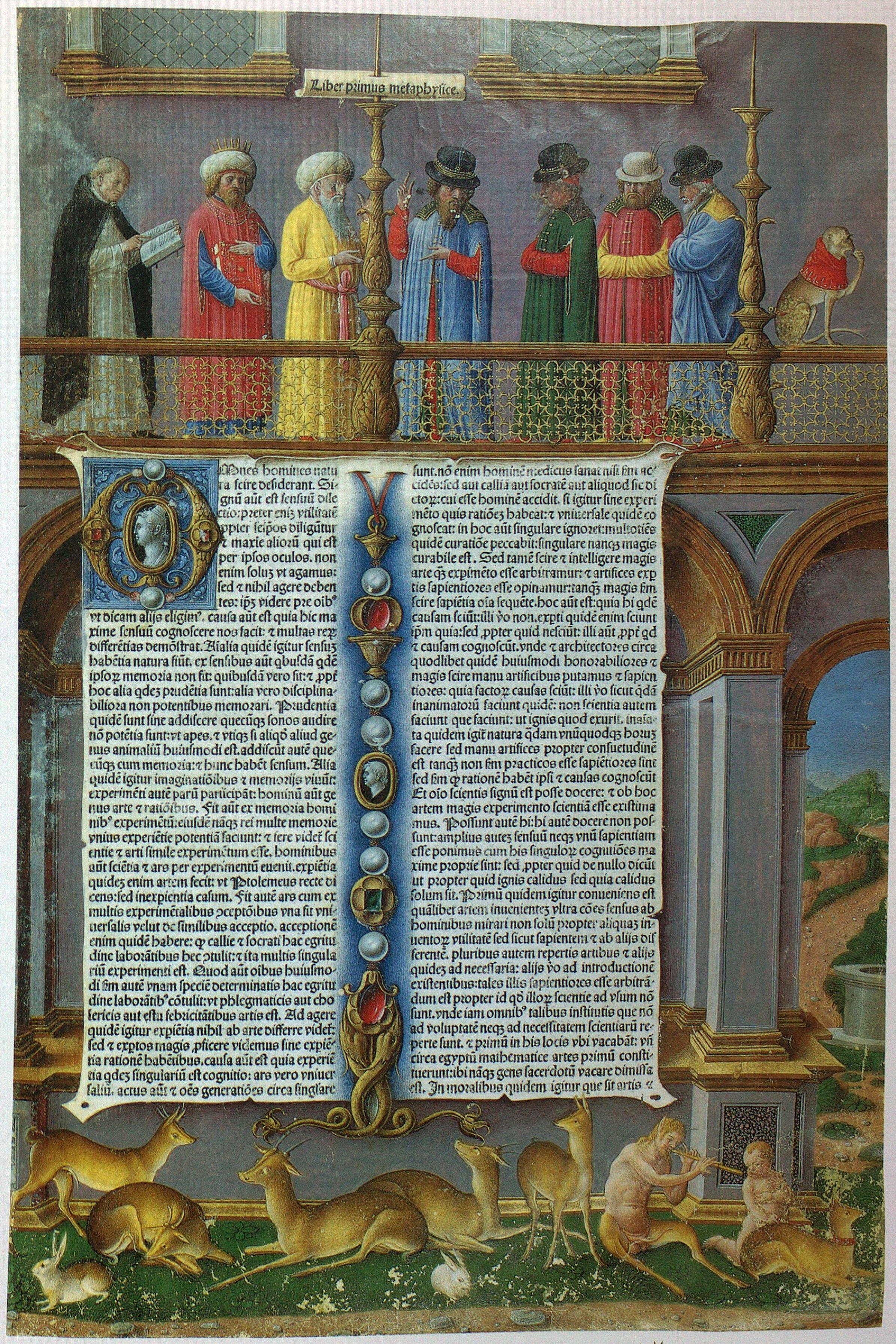
Začátek Aristotelovy Metafyziky v inkunábulu zdobeném ručně malovanými miniaturami

Metafyzika se zabývá nejobecnějšími rysy skutečnosti, jako je existence, čas, předměty a jejich vlastnosti, celky a jejich části, události, procesy a příčiny a vztah mezi myslí a tělem. Metafyzika zahrnuje kosmologii, studium světa v jeho celistvosti, a ontologii, studium bytí, spolu s filozofií prostoru a času.
Hlavním předmětem diskuse je realismus, který tvrdí, že existují entity nezávislé na jejich mentálním vnímání, a idealismus, který tvrdí, že realita je mentálně konstruovaná nebo jinak nehmotná. Metafyzika se zabývá tématem identity. Podstata je soubor vlastností, které dělají objekt tím, čím v podstatě je, a bez nichž ztrácí svou identitu, zatímco náhoda je vlastnost, kterou objekt má a bez níž si může stále zachovat svou identitu. Partikulární objekty jsou objekty, o nichž se říká, že existují v prostoru a čase, na rozdíl od abstraktních objektů, jako jsou čísla, a univerzálií, což jsou vlastnosti, které má více partikulárních objektů, například červenost nebo pohlaví. Typ existence univerzálií a abstraktních objektů, pokud vůbec existuje, je předmětem diskuse.

### Mysl a jazyk
Filozofie jazyka zkoumá povahu, původ a používání jazyka. Filozofie mysli zkoumá povahu mysli a její vztah k tělu, což je typické pro spory mezi materialismem a dualismem. V posledních letech se tento obor propojil s kognitivní vědou.

### Politická filozofie

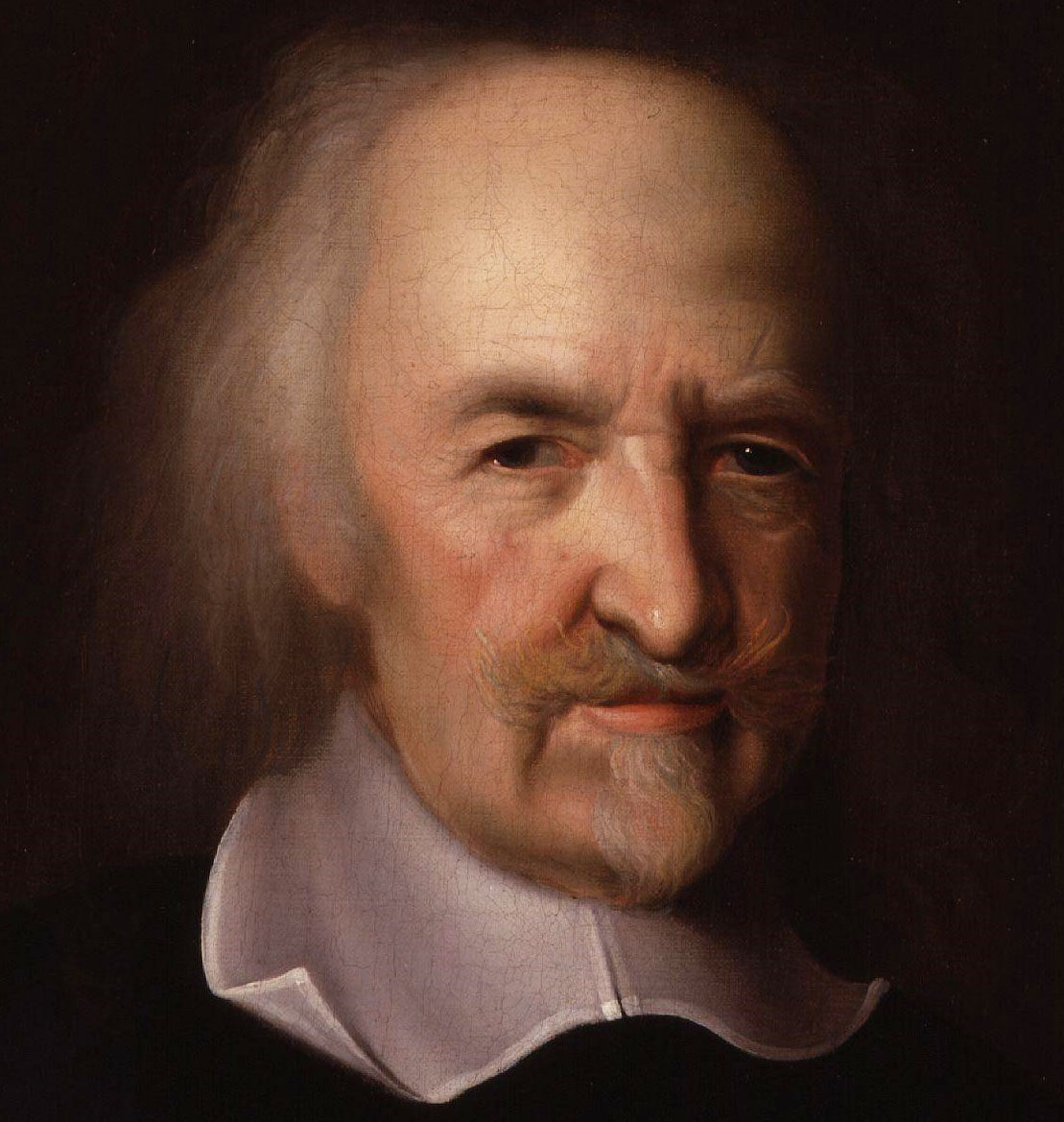
Thomas Hobbes, nejznámější díky své knize Leviathan z roku 1651, v níž vyložil vlivnou formulaci teorie společenské smlouvy

Politická filozofie je studium státní moci a vztahu jednotlivců (nebo rodin a rodů) ke společenstvím včetně státu. Zahrnuje otázky spravedlnosti, práva, vlastnictví a práv a povinností občanů. Politická filozofie, etika a estetika jsou tradičně propojené předměty pod obecným označením teorie hodnoty, neboť zahrnují normativní nebo hodnotící aspekt.

### Ostatní oblasti
Ve třináctém oddíle svých Životů a názorů významných filozofů, v nejstarších dochovaných dějinách filozofie (3. století), Diogenes Laertius předkládá třídílné rozdělení starořeckého filozofického bádání:
- Přírodní filozofie (tj. fyzika, z řeckého ta physika, dosl. „věci, které mají co do činění s fysis [přírodou]“) byla nauka o stavbě a procesech přeměny ve fyzikálním světě.[130]
- Morální filozofie (tj. etika, od êthika, „vztahující se k charakteru, vlastnostem, mravům“) byla nauka o dobru, dobru a zlu, spravedlnosti a ctnosti.[131]
- Metafyzická filozofie (tj. logika, od logikós, „z rozumu nebo řeči“) se zabývala existencí, příčinou, Bohem, logikou, formami a dalšími abstraktními předměty. (meta ta physika, „po fyzice“)

Pyrrhonský filozof Sextus Empiricus ve svém díle Proti logikům podrobně popsal rozmanitost způsobů, jakými starověcí řečtí filozofové dělili filozofii, a poznamenal, že na tomto třídílném dělení se shodli Platón, Aristoteles, Xenokrates a stoikové. Toto třídílné dělení dodržoval i filozof akademické skepse Cicero.
Toto rozdělení není zastaralé, ale změnilo se: přírodní filozofie se rozdělila na různé přírodní vědy, zejména fyziku, astronomii, chemii, biologii a kosmologii; z morální filozofie se zrodily společenské vědy, přičemž stále zahrnuje teorii hodnoty (např. etiku, estetiku, politickou filozofii atd.); a metafyzická filozofie ustoupila formálním vědám, jako je logika, matematika a filozofie vědy, přičemž stále zahrnuje epistemologii, kosmologii atd. Například Newtonovo dílo Matematické principy přírodní filosofie (1687), od té doby klasifikované jako kniha o fyzice, používá termín přírodní filozofie, jak byl chápán v té době, a tedy zahrnují disciplíny, jako je astronomie, medicína a fyzika, které se později začaly pojit s přírodními vědami.

#### Další disciplíny
- dějiny filozofie – o filozofech, filozofických školách a směrech minulosti;
- filozofická antropologie – o člověku, jeho možnostech a společnosti;
- filozofie dějin – o dějinných procesech a tendencích, o jejich smyslu;
- filozofie výchovy – o výchově a vzdělávání, o úloze učitele a školství;
- filozofie matematiky – o předpokladech, základech a důsledcích matematiky;

## Metody filozofie
Metody filozofie jsou způsoby vedení filozofického zkoumání. Zahrnují techniky, jak dospět k filozofickému poznání a zdůvodnit filozofická tvrzení, a také principy používané pro výběr mezi konkurenčními teoriemi. V průběhu dějin filozofie se používala velká škála metod. Mnohé z nich se výrazně liší od metod používaných v přírodních vědách tím, že nepoužívají experimentální data získaná pomocí měřicích přístrojů. Volba vlastní metody má obvykle důležité důsledky jak pro způsob konstrukce filozofických teorií, tak pro argumenty uváděné pro ně nebo proti nim. Tato volba je často vedena epistemologickými úvahami o tom, co představuje filozofický důkaz, jakou oporu nabízí a jak jej získat. Různé neshody na úrovni filozofických teorií mají svůj zdroj v metodologických neshodách a objevení nových metod má často důležité důsledky jak pro to, jak filozofové provádějí svůj výzkum, tak pro to, jaká tvrzení obhajují. Někteří filozofové se věnují většině svého teoretizování pomocí jedné konkrétní metody, zatímco jiní používají širší škálu metod podle toho, která z nich se nejlépe hodí pro konkrétní zkoumaný problém.
Významnou metodou filozofie je metodologický skepticismus. Jejím cílem je dospět k naprosto jistým prvním principům pomocí systematického pochybování, aby se určilo, které principy filozofie jsou nepochybné. Geometrická metoda se snaží vybudovat ucelený filozofický systém na základě malého souboru takových axiomů. Činí tak pomocí deduktivního uvažování, aby rozšířila jistotu svých axiomů na systém jako celek. Fenomenologové usilují o jisté poznání o říši jevení. Činí tak tím, že pozastavují své soudy o vnějším světě, aby se zaměřili na to, jak se věci jeví nezávisle na jejich základní realitě, což je technika známá jako epoché. Konceptuální analýza je známou metodou analytické filozofie. Jejím cílem je objasnit význam pojmů jejich analýzou na základní složky. Další metoda často používaná v analytické filozofii je založena na zdravém rozumu. Vychází z obecně přijímaných přesvědčení a snaží se z nich vyvodit zajímavé závěry, které často používá v negativním smyslu ke kritice filozofických teorií, které jsou příliš vzdálené tomu, jak danou problematiku vidí běžný člověk. Je to velmi podobné tomu, jak filozofie přirozeného jazyka řeší filozofické otázky zkoumáním toho, jak se používá přirozený jazyk.
Různé metody ve filozofii přikládají zvláštní význam intuicím, tj. neinferenčním dojmům o správnosti konkrétních tvrzení nebo obecných principů, například hrají důležitou roli v myšlenkových experimentech, které využívají kontrafaktuální myšlení k posouzení možných důsledků představované situace. Tyto předpokládané důsledky pak mohou být použity k potvrzení nebo vyvrácení filozofických teorií. Intuice využívá také metoda reflexivní rovnováhy. Snaží se vytvořit koherentní postoj k určitému problému zkoumáním všech relevantních přesvědčení a intuicí, z nichž některé je často třeba vyřadit nebo přeformulovat, aby se dospělo ke koherentní perspektivě. Pragmatici zdůrazňují význam konkrétních praktických důsledků pro posouzení, zda je filozofická teorie pravdivá, nebo nepravdivá. Experimentální filozofie je poměrně nedávného původu. Její metody se od většiny ostatních metod filozofie liší tím, že se snaží odpovědět na filozofické otázky shromažďováním empirických dat podobně jako sociální psychologie a kognitivní vědy.

### Filozofický pokrok
Mnohé filozofické debaty, které začaly už ve starověku, se vedou dodnes. Britský filozof Colin McGinn tvrdí, že během tohoto období nedošlo k žádnému filozofickému pokroku. Australský filozof David Chalmers naopak vidí pokrok ve filozofii podobně jako ve vědě. Mezitím Talbot Brewer, profesor filozofie na University of Virginia, tvrdí, že „pokrok“ je špatným měřítkem pro posuzování filozofické činnosti.6

## Hlavní filozofické pozice
Ve filozofii existuje množství učení, proudů a směrů, jejichž rozmanitost vždy vyvolávala nedůvěru ve schopnost filozofie řešit diskutované problémy. Filozofie je jedinou oblastí vědění, v níž shoda mezi jejími význačnými představiteli je spíše výjimkou než pravidlem. Rousseau psal s rozhorčením o filozofických směrech, které spolu navzájem soupeří:
| „                                                     | Ptám se jen: co je to filozofie, co obsahují spisy nejznámějších filozofů, jaká jsou ponaučení těchto přátel moudrosti? Posloucháme-li je, cožpak není možno je považovat za tlupu šarlatánů, kteří vykřikují každý své na veřejném náměstí: pojďte ke mně, pouze já se nikdy nemýlím! Jeden tvrdí, že tělesa v přírodě vůbec nejsou a že všechno jsou jen moje představy o nich; druhý, že neexistujejiná látka kromě hmoty, jiný bůh kromě Přírody. Ten prohlašuje, že neexistují ani ctnosti, ani hříchy a že dobro a zlo v oblasti morálky jsou výmysl, jiný, že lidé jsou vlci a mohou s klidným svědomím požírat jeden druhého. | “ |
| — Jean-Jacques Rousseau: Rozprava o vědách a uměních. | |   |

Racionalismus, empirismus, metafyzické systémy, dualismus, pluralismus, naturalismus, „realismus“, nominalismus, fenomenalismus, supranaturalismus, scholastika, mystika, iracionalismus, intuitivismus, organicismus, senzualismus, essencialismus, mechanicismus, antropologismus, panteismus — to zdaleka není plný výčet filozofických směrů, částečně poplatný momentům podmíněnosti. Otázka filozofických směrů je jedním z hlavních a nejsložitějších problémů historicko-filozofické vědy.

## Filozofové o filozofii
Myšlenky velkých filozofů nezastarávají a tím nejcitovanějším je dodnes Platón. Někteří filozofii charakterizovali takto:
„Údiv je postoj člověka, který moudrost skutečně miluje, a není jiný počátek filozofie než tento.“ Platón
„Údiv vedl lidi k filozofování – na počátku i dnes – a to tak, že se zarazili s údivem u nejbližších otázek a potom se pomalu zamýšleli i nad většími věcmi… A kdo se zamýšlí a diví, ten se domnívá, že neví.“ Aristotelés
„Kdo chce hledat radost sám v sobě, nenajde ji jinde než ve filozofii.“ Aristotelés
„Filozofie je péče (starost) o duši.“ Cicero
„Studium filozofie není k tomu, abychom věděli, co se lidé domnívali, ale jak se to má s pravdou věcí.“ Tomáš Akvinský
„Žít a nefilozofovat je jako mít zavřené oči a nikdy se ani nepokusit je otevřít.“ René Descartes
Immanuel Kant vymezil úlohu filozofie třemi otázkami:
„Co mohu vědět? Co mám činit? V co mohu doufat?“, které lze shrnout do jediné:
„Co je člověk?“
„Úkolem filozofie je pochopit to, co jest.“ G. W. F. Hegel
„Filozofové svět dosud jen různě vykládali, teď jde o to jej změnit.“ Karl Marx, These o Feuerbachovi 11.
„Zachytit hranice rozumu – jen to je pravá filozofie.“ Friedrich Nietzsche
„Velká filozofie není filozofie bez chyb, ale beze strachu.“ Charles Péguy
„Filozofie není nauka, nýbrž činnost. Filozofické dílo sestává podstatně z objasnění.“ Ludwig Wittgenstein